# The Disciples (gruppo musicale)
The Disciples sono una dub band creata nel 1985 a Londra, Inghilterra. Il loro stile include una miscela di roots reggae giamaicano con le sonorità digitali tipiche del movimento inglese dell'epoca. Il risultato è un potente dub stepper, con bassi ruggenti, a volte definito "hardcore dub" dalla critica.

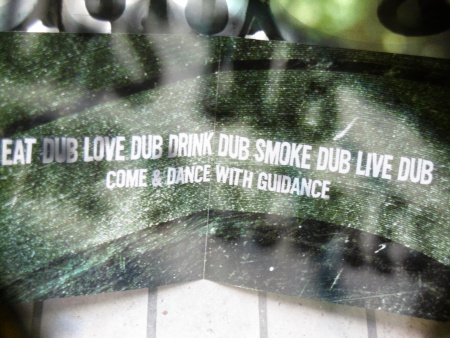

## Storia
Russ D (pseudonimo di Russel Bell-Brown) e Lol Bell-Brown  sono fratelli: Russ D suona il basso da quando aveva 15 anni, dapprima dedicandosi al genere punk. A 25 anni ha deciso di dedicarsi al reggae, dopo aver letto articoli al riguardo sulla stampa specializzata.
Nel 1985 Russ D ha realizzato quattro dubplates e in un negozio di dischi gli hanno consigliato di presentarli a Jah Shaka, conoscendo il suo gusto per le novità. Quello stesso anno, Shaka ha trasmesso per la prima volta le canzoni dei due fratelli a uno dei suoi concerti, inventando il nome The Disciples durante la loro presentazione.
The Disciples registreranno quattro album per l'etichetta Jah Shaka' King Of The Zulu Tribe tra il 1987 e il 1993, la maggior parte dei quali sarà proposta da Jah Shaka ai suoi concerti. Ma dal 1991 il duo ha cominciato a esibirsi con un proprio sound system, girando in tutto il Regno Unito per cinque anni, incrociando le strade con artisti come Aba Shanti I, Iration Steppas e Channel One.
Nel 1993 il duo ha fondato la sua prima etichetta Boom-Shaka-Lacka (ispirandosi alla canzone di  Hopeton Lewis e al nome di Jah Shaka) che ha permesso la produzione di un certo numero di dischi in vinile. Questo li ha portati a interessanti collaborazioni con The Rootsman, Dayjah e Sister Rasheda.
Nel corso dell'anno 1996 Lol-Bell Brown convola a nozze, lasciando così la casa di famiglia e contemporaneamente il gruppo. Passa quindi a lavorare per l'etichetta Dub Vendor mentre il fratello Russ D continua a portare avanti il gruppo da solo.
Nel 1997 viene creata una seconda etichetta dal nome Backyard Movements, specializzata nella promozione del reggae "vocal" di artisti come Michael Rose, Tony Roots, Lutan Fyah e Ras Mac Bean. Il "Backyard Studio" diventa quindi il luogo delle nuove produzioni di The Disciples.
The Disciples vantano un gran numero di collaborazioni, che illustrano perfettamente lo spirito di comunità e incontro del movimento dub, invitando e condividendo gli strumentisti con altri gruppi.

## Discografia

### Album in studio
- 1987 – Deliverance: Commandments Of Dub chapter 6
- 1989 – The Disciples
- 1991 – Addis Abeba: The Disciples chapter 2
- 1993 – The Lion: The Disciples chapter 3
- 1995 – Resonations
- 1995 – Hail HIM in Dub
- 1995 – For Those Who Understand
- 1996 – Infinite Density Of Dub
- 1998 – Dub Spangdubulous: Jonah Dan buck up pon Disciples
- 2001 – Backyard Movements Dubwise 2001

### Collaborazioni
- 1993 – Storm Clouds, Dayjah meets The Disciples
- 1994 – Hail HIM, Sister Rasheda
- 1997 – Urban Jungle, Dayjah meets The Disciples
- 1997 – Rebirth, The Rootsman meets The Disciples
- 1998 – Sacred Art Of Dub, Alpha e Omega meets The Disciples[9]
- 1999 – Love, Faith & Belief, Wayne McArthur
- 2000 – Dub & Mixture, Improvisators Dub meets The Disciples
- 2000 – Revelation Time, Clive "Colour Red" Hylton
- 2001 – Lion King, Tony Roots
- 2001 – Cry Freedom, Delroy Dyer and Disciples
- 2002 – One Bright Day, Prince Allah
- 2003 – Gift Of Life, Tony Roots
- 2012 – Bordeline riddim, Irie Ites meets Russ.d